# Sonntag
Sonntag (in Vorarlberg) is een gemeente in de Oostenrijkse deelstaat Vorarlberg, gelegen in het district Bludenz (BZ). De gemeente heeft ongeveer 700 inwoners.

## Geografie
Sonntag heeft een oppervlakte van 81,58 km². Het ligt in het westen van het land.

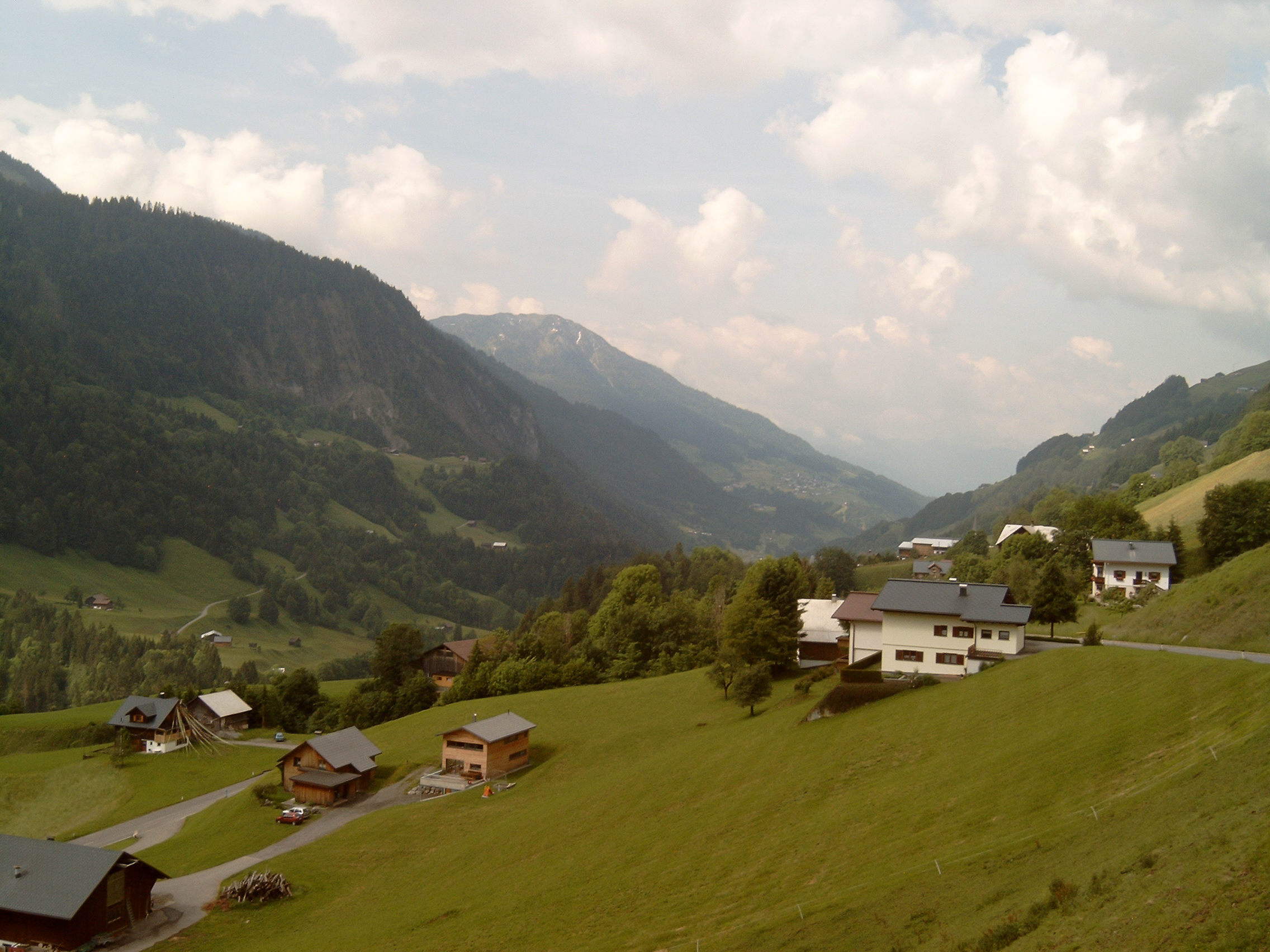
tussen Sonntag en Uberbuchholz, panorama

Bartholomäberg · Blons · Bludenz · Bludesch · Brand · Bürs · Bürserberg · Dalaas · Fontanella · Gaschurn · Innerbraz · Klösterle · Lech · Lorüns · Ludesch · Nenzing · Nüziders · Raggal · Sankt Anton im Montafon · Sankt Gallenkirch · Sankt Gerold · Schruns · Silbertal · Sonntag · Stallehr · Thüringen · Thüringerberg · Tschagguns · Vandans
- Gemeinsame Normdatei: 4055596-3
- Virtual International Authority File: 244980480